# Central nuclear de Quad Cities
La central nuclear de Quad Cities se compone de dos reactores de agua en ebullición de General Electric. Su nombre procede de las poblaciones cercanas conocidas como Quad Cities: Bettendorf (Iowa), Davenport (Iowa), Moline (Illinois), Rock Island (Illinois) y East Moline (Illinois). No tan solo la planta lleva el nombre referido a estas ciudades sino que les suministra energía, complementariamente a la parte oeste del territorio atendido por el servicio de Exelon. La central es propiedad de Exelon Corporation a cuyo cargo corresponde su funcionamiento.
| Unidad 1 Sistema nuclear suministrado por General Electric Company |                                    |                  |      |                         |                                   |
| Capacidad MW(e) netos                                              | Generación en 2003 Megavatios hora | Capacidad Factor | Tipo | Fecha de Conexión       | Autorización Fecha de vencimiento |
| 855                                                                | 5.709.520                          | 90,6%            | BWR  | 14 de diciembre de 1972 | 14 de diciembre de 2012           |
| Unidad 2 Sistema nuclear suministrado por General Electric Company |                                    |                  |      |                         |                                   |
| Capacidad MW(e) Netos                                              | Generación en 2003 Megavatios hora | Capacidad Factor | Tipo | Fecha de Conexión       | Autorización Fecha de vencimiento |
| 855                                                                | 6.956.073                          | 92,7 %           | BWR  | 14 de diciembre de 1972 | 14 de diciembre de 2012           |

BWR= Boiling Water Reactor (Reactor de agua en ebullición)

Nota:  La Unidad 2 fue actualizada en su capacidad desde 762 MW(e) netos. 

## Problemas
- 5 de marzo de 2002 – Durante una ampliación de las pruebas de para actualizar la clasificación de la eficiencia energética de los antiguos reactores BWR la unidad 2 de Quad Cities Nuclear Generating Station empezó a temblar. El 29 de marzo la planta fue apagada manualmente debido a las altas vibraciones que provocaban escapes en el sistema de control de la turbina principal. La Unidad 2 tuvo un rearranque el 2 de abril, pero la vibración rompió una canalización principal de vapor de la línea de drenaje. La línea fue reparada y se rearrancó de nuevo, pero el 7 de junio las conducciones principales de vapor mostraban malos funcionamientos inexplicables. El 18 de junio se llegó a la conclusión que el incremento de la energía era la causante de los daños, de modo que la energía se redujo pero el daño ya se había producido. De nuevo, la planta fue detenida para reparaciones el 11 de julio. El problema fue investigado hasta que se localizó un agujero en el secador de vapor: fue reparado y entonces la unidad 2 se rearrancó el 21 de julio de 2002. El secador de vapor volvió a fallar el 28 de mayo de 2003 con una rotura de 6 mm por 2,7 m). Estos dos fallos no han disuadido a la NRC de proseguir su programa y de ofrecer ampliaciones de capacidad energética a otra antigua BWR.